# 永遠のアセリア
『永遠のアセリア』（えいえんのアセリア）は、2003年11月28日にザウス（本醸造）より発売された18禁異世界召喚シミュレーションゲームと、そのシリーズ。またはこれを原作としたアニメ、小説などの作品。
続編として『聖なるかな -The Spirit of Eternity Sword 2-』が発売されている。

## 概要
『永遠のアセリア』は、PlayStation 2のソフトとして移植されたり、OVAや小説が発売されるなど、様々なメディアで展開されている。
ゲームの難度が高いことで知られる。開発時にはザウス社内でもユーザーからの反発を懸念して易しくしようという意見が出たが、企画の高瀬奈緒文が「面白いゲームを作ろうとしてバランスを考えるなら、ある程度の難しさは絶対に必要」として却下した。難易度設定は3段階に分かれており、1周目は必ずNormalだが、2周目にはHard、3周目にはSuper Hardが新たに選択可能となる。中でも実質的に未調整であるSuper Hardは文字通り非常に困難であり、クリア可能なのか開発スタッフも疑問を抱くほどだったが、発売してみると多くのユーザーがクリアしてスタッフを驚かせた。
クリアデータの引継ぎが可能であり、前周回で育成した能力のままのキャラクターを用いて新規にゲームを開始できる。引き継がなかった場合、それぞれの難易度に合わせたレベルでの開始となる。
なお、主人公の持つ剣「求め」の名は、アメリカ合衆国のファンタジー小説『ヴァルデマール年代記』に登場する剣「もとめ」に由来する。同シリーズの日本語訳がなかなか進まないので、『永遠のアセリア』を通じて興味を持つ人が増えたら翻訳も進展するのではないかという高瀬奈緒文の期待が込められている。

### 聖ヨト語
本作品では、他の作品では演出上無視されがちな言葉の壁が表現されており、異世界の言語「聖ヨト語」の文法などもきちんと設定されている。特に物語序盤では会話が聖ヨト語で行われることにより、主人公にとって状況を知る上で大きな障害となるように、そしてプレイヤーは物語の核心に触れられないように演出がなされている。劇中で1か月が経過して主人公が異世界に慣れてくると、音声は聖ヨト語のまま文章が日本語表記になる。さらに3か月が経つと完全な意思疎通が可能となり、音声も日本語に変わる。
2周目ははじめから音声・文章ともに日本語で表され、1周目では謎だったセリフが理解できるようになる。ただしこれはプレイヤー向けの演出であり、劇中での主人公はやはり言葉の壁に悩むことになる。3周目以降はゲーム開始時に聖ヨト語と日本語の好きなほうを選んでプレイできる。
なおエスペリアによるゲーム内容のチュートリアルは、プレイヤーに正しく理解してもらう必要があるため、周回数や設定にかかわらず日本語で行われる。
聖ヨト語の文章は、日本語文を単語単位で後ろから並べていくことで生成される。感嘆詞などは基本的に前に付く。単語もやはり日本語が基で、JISキーボード上のかな入力用文字を右側に1つずらす形で作られるが、例外も多い。濁音が少ないのが特徴である。
これらの演出に対するユーザーからの評価は好意的なものが多かったが、翻訳作業が大変であるため「全編聖ヨト語にしてほしかった」という意見が寄せられたときは、シナリオライターの屋敷猫は戦慄したという。

## ストーリー
主人公の高嶺悠人は2度にわたり両親を失うも、残された義妹の佳織と二人で生きて行こうと強く決意する。義妹をめぐり宿敵・瞬との衝突はあるものの、幼馴染の今日子、光陰の支えもあり幸せに暮らしていた。しかし、このとき運命の歯車は既に動き出しており、悠人は異世界ファンタズマゴリアのラキオス王国へと召喚されてしまう。言葉も通じない異世界で悠人は、人質に取られた佳織を守るためにエトランジェとして神剣を取り、戦うことを強要されることになる。望まぬ戦いに身を投じる悠人であったが、スピリット隊の仲間と共に戦い、ファンタズマゴリアの人々と接する中で守りたいものが少しずつ増えていくことになる。
ラキオス周辺の諸国を平定して一息ついたのもつかの間、南方のサーギオス帝国が放った刺客によりラキオス王が暗殺され、佳織が誘拐される。王女レスティーナが新たに女王として即位し、彼女の下で悠人はさらなる戦いに臨む。しかしそれは、マロリガン共和国のエトランジェとして召喚されていた親友の今日子、光陰と刃を交えることを意味していた。
マロリガンを打倒した悠人は、帝国のエトランジェとして君臨していた瞬に決戦を挑み、ついに佳織を取り戻す。そしてもはやラキオスに敵対する国がなくなったことで、なし崩しに平和が訪れたのだった。悠人も元の世界に帰れることになったが、一連の戦いを陰で操っていた不死の超人エターナルの存在が彼の気がかりだった。帰還前夜、佳織は悠人の元を訪れ、義兄ではなくひとりの男性として愛していたと告白する。「これでもう兄妹には戻れない」と言う佳織を見て、もはや彼女が自分の庇護を必要としないと悟った悠人は、佳織のみを送り出して自らは戦い続けることを決意する。
エターナルに対抗するため、悠人もまたエターナルになる道を選ぶ。その代償として、これまで悠人が生きていた時間はすべてなかったことになり、佳織やファンタズマゴリアの仲間たちの記憶から彼の存在が消えてしまう。しかし悠人自身が覚えている限り、決して皆との絆が途切れたわけではないと信じて、彼は永遠に続く戦いに身を投じるのであった。

## システム
主に3つのパートに分かれており、それらを繰り返すことで物語が進行する。
戦略パート
部隊を率いて敵国の拠点を攻め、占領していく。拠点では回復のほかに各種設備を建設することで有利な状況を作ることができる。また、訓練所が建設されている拠点ではレベルを上げることができる。敵、味方交互のターン制。ミッションによりクリア条件は異なる。
戦闘パート
戦略パートで自分側の部隊と出会った敵の部隊で戦う。各部隊は攻撃担当の「アタッカー」、防御担当の「ディフェンダー」、支援担当の「サポーター」の3人で構成される。全てを一度に担当する「オールラウンダー」も存在する。サブ・スピリットは戦闘で倒されると死んでしまい、二度と生き返らないため、注意が必要。メインキャラは一人でも倒された時点でゲームオーバーとなる。
運の要素はなく、勝敗はデータの組み合わせによってのみ決定するため、事前の戦略や計算が重要なシステムである。
ADVパート
主にキャラクター同士の会話で物語が進み、選択肢では何を選ぶかによって以後の物語に影響を及ぼす。

## 登場人物

### 主要人物
高嶺 悠人（たかみね ゆうと）
声：紫月澄人(PC)、中村俊洋(PS2)
主人公。旧姓は「枯木」。
実父母、養父母と2度に渡り両親を失っており、それ故に義妹の佳織を非常に大切に思っている。基本的に今日子、光陰以外の他人の多くをあまり信用しておらず、自分自身のことすら周りに不幸を呼ぶ疫病神と考えている。また、自分たちの力だけで生きることを決めているため、遅くまでバイトに追われる日々を過ごしている。
突如、異世界ファンタズマゴリアへ召喚され、佳織を救うためラキオス王国のエトランジェとして望まぬ戦いに身を投じることになるが、その中で徐々にスピリットたちと心を通わせていく。
後に、ファンタズマゴリアを襲うエターナルから仲間を守るべく、世界の歴史上存在しなかったこととなり、全ての人々の記憶から消えてしまうことを承知でエターナルとなる。
永遠神剣：第四位『求め』
悠人の永遠神剣。四神剣の一つでその外見は剣というよりも鉄塊。本来は四神剣の中で最も上位に位置するのだが、何らかの理由でその力を発揮できない状態にある。そのため常にマナを欲しており、何度も悠人の精神を乗っ取ろうとするが失敗に終わっている。悠人にはバカ剣と呼ばれている。
最期は『誓い』に砕かれ、本来ならば消滅するはずが欠片だけが残り、アセリアの手によりペンダントに姿を変え、佳織を守り続けている。
また悠人がエターナルになるか悩んでいる時に、既に意思は存在しない筈にもかかわらず、悠人は「お前の求めはまだ果たされていない」と言われたかのように感じた。
永遠神剣：第二位『聖賢』
エターナル「聖賢者ユウト」の上位神剣。『求め』を失った悠人が試練を乗り越え、『聖賢』の課した問いに満足のいく回答をしたことで、自らの使い手と認める。「偉大なる十三本」の一つであり、「知恵」を司る。
エターナルとしての自覚も実力も低いユウトに対して説教が絶えず、ユウト曰く「『求め』と違った意味でやっかい」（『聖賢』は下位の神剣とこのように比較されることを不快に感じている）。

高嶺 佳織（たかみね かおり）
声：乃田あす実 (PC) 、藤咲かおり (PS2)
悠人の義妹。両親と共に飛行機事故に遭うが奇跡的に一命を取り留める（実は『求め』によって起こされた奇跡）。
義兄の悠人に強く依存しておりフルートの才能を買われて名門志倉付属（遠地の全寮制）への編入を勧められるも、それを蹴ってまで義兄と一緒にいることを選ぶほど。また、性善説的な考えを持っており、悠人曰く「みんないい人理論」。フルート以外にも学業はきわめて優秀らしく短期間で聖ヨト語をかなりのレベルまで習得している。トレードマークは悠人からもらったウサギの帽子の「なぽりたん」。眼鏡をかけているが、かけていなくても日常生活に支障は無い様子。
悠人達と共にファンタズマゴリアへ召喚された際には悠人を戦わせるための人質とされたり、瞬の差し金で帝国に連れ去られたりと、悠人と離れる状況が長く続いた。最終的には、エターナルになることに苦悩する悠人を後押しするため兄離れを宣言する。時深ルートでは戦いの決着を見届けたいとの思いから、一時的にファンタズマゴリアに再臨。神剣こそ無いもののエトランジェであるため、オーラフォトンを使える。
「この大地の果てで」以降のVerではグラフィックが一新され、「聖なるかな」でもデザインが修正されている。
「聖なるかな」では、悠人のエターナル化にともなって悠人の関わる歴史がすべてキャンセルされたため両親は健在である。また、神剣のこともすべて忘れているはずなのに、望たちが神剣を使って戦っている姿を見ても驚くことはなかった。その際レーメが反応したのはペンダントになっていた『求め』の欠片である。
アセリア・ブルースピリット
声：清水香 (PC) 、浅野るり (PS2)
ラキオスに属するスピリット。その戦闘能力から「ラキオスの青い牙」と呼ばれ、恐れられている。召喚された悠人を謎の襲撃者の手から救い出し、ラキオスに連れ帰った。
純真無垢な存在で、元々は戦うことに何の疑問も持たず、自身を戦って死ぬための存在だと考えていたが、悠人と触れ合う中で、戦う意味と生きることを考えるようになる。これに関連して料理にも興味を持つようになり、アセリア以外のルートでのエンディングでは、任務の合間に料理を得意とするべく精進する様子が描かれている。
口数が非常に少なく、悠人も当初は何を考えているのかわからず苦労する。実は何も考えていないことが多く、行動の多くは直感であるが、本人はそれを指摘されると憤慨する。
実は、アクセサリーの制作が非常に上手く（本人曰く「剣の手入れと同じ」らしい）、「聖なるかな」で佳織が付けているペンダントも、アセリアが『求め』の欠片をあしらえたものである。
永遠神剣：第七位『存在』
アセリアの永遠神剣。長剣型。
永遠神剣：第三位『永遠』
エターナル「永遠のアセリア」の上位神剣。長剣型。全ての永遠神剣の頂点に君臨する三本の神剣の一つである、永遠神剣天位『永劫』の仮眠状態。
アセリアも、『永遠』自身もそれを知らないが、知るつもりもない様子。アセリアとの強い繋がりから、第二位にも匹敵する力を発揮する。「偉大なる十三本」にも数えられ、「不変」を司る。

オルファリル・レッドスピリット
声：大野まりな
ラキオスに属するスピリット。通称オルファ。レスティーナの命により囚われの身となっている佳織の話し相手となったことから出会う以前に悠人のことを知り、また家族というものに憧れ（既に佳織が妹の座を得ているため）悠人を「パパ」と呼び娘の座に収まる。
性格は非常に明るく基本的には歳相応のものではあるが、ラキオスの教育方針からゲーム感覚で敵を惨殺する面も持つ。彼女のルートでは「ハクゥテ」と名付けたヒエグゥ（ウサギに似た動物）を通じて命の尊さを学ぶ。どことなく小鳥と雰囲気が似ていることから、佳織とは大の仲良し。また、彼女以外のルートでのエンディングでは、かねてよりの念願であった教育機関に通う様子が語られている。
スピリットの館ではエスペリアをよく手伝っているため、エスペリア不在時には代理を務められるほど家事全般を得意としている。
その正体は、『再生』の使い手であったリュートリアというエターナルの生まれ変わりである。ロウ・エターナルが生み出し、「リュトリアム」と名付け、そのまま陣営に加わる予定であったが、トキミの手によりラキオスへ転送され、永い眠りの後ラキオスに発見され、オルファリルと名付けられる。すべてのスピリットは『再生』より生み出されており、オルファはすべてのスピリットのオリジナルであり、母とも言うべき存在である。また、最もエターナルに近い存在でもある。リュートリアだった頃の記憶は時々夢に見るようで、それによるとナイスバディだったらしい。他のスピリットの強さを直感的に理解できるという特技を持つ（『再生』を母体としないウルカだけは例外）。
永遠神剣：第八位『理念』
オルファの永遠神剣。双剣型。
永遠神剣：第二位『再生』
エターナル「再生の炎オルファリル」の上位神剣。双剣型。「偉大なる十三本」の一つであり、「命」を司る。過去に何かあったのか、『聖賢』からは苦手意識を持たれている。
ソーン・リーム中立自治区の奥地キハノレに置かれ、テムオリンの策略に使われていたのが本体で、オルファが持っているのは分身。本体はどのルートでも後に砕かれるが、その際に自身が生み出していたスピリット達が種族として絶滅しないよう、生殖能力を与えている。

エスペリア・グリーンスピリット
声：カンザキカナリ
ラキオスに属するスピリット。前スピリット隊の唯一の生き残りで経験豊富であることからスピリット長を務め、悠人がスピリット隊隊長となった際にはその補佐役を任されている。召喚直後の事件で身動きが取れなくなった悠人を献身的に世話し聖ヨト語習得のための教育係にもなる。スピリットの館では炊事、洗濯、掃除と家事全般をこなす。その他、館の敷地に薬草園を造っていて、その収穫でさまざまなブレンドのハーブティーを煎れてくれる。一見しっかり者のように見えて時々ドジもする。趣味は読書と寝ることだが、寝相が悪く、何度も就寝中にベッドから落ちて痛い目を見ているため、ベッドの真ん中で寝るように心がけている。
穏やかで献身的な性格だが、その心には深い闇を抱えている。前スピリット隊壊滅時の出来事がトラウマとなっており、スピリットとしての立場を意識した言動が目立つ。唯一の私物である手帳は、彼女の初恋の相手の形見であり、さまざまな知識が書き込まれている。
他のスピリットが家事をする際は基本的に黒い仕事着（メイド服）に着替えるのに対して彼女だけは戦闘時と同じ服装である（なお、普段家事をしないアセリアは初めての料理を鎧姿で行った）。
「聖なるかな」でユーフォリアが言っていた「メイドでありながら両親の大切な人」というのは彼女のこと。
永遠神剣：第七位『献身』
エスペリアの永遠神剣。槍型。
永遠神剣：第三位『聖緑』
エターナル「聖緑のエスペリア」の上位神剣。槍型。「偉大なる十三本」の一つで、「心」を司る。自然界の力を操る能力を持つ。

ウルカ・ブラックスピリット
声：橘裕美 (PC) 、小池亜希子 (PS2)
神聖サーギオス帝国に属するスピリット。その戦闘能力は大陸でも随一とされており、「漆黒の翼」と呼ばれ、彼女の率いる遊撃隊共々恐れられている。反面、無駄な殺生は好まず、自身も相手の命を奪えないという悩みを抱えているが、戦うことそのものを嫌っているわけではない。また、神剣の声を聞くことができないという悩みも抱えていたが、これは『拘束』が彼女本来の神剣ではないからである。ついに神剣の力も使えなくなり、神聖サーギオス帝国から捨てられ砂漠で行き倒れていたところを悠人達に拾われる。後に『冥加』を覚醒させ、そのままラキオス陣営に加わる。
性格は非常に生真面目で、エスペリアに任された花壇の世話では言いつけられた水の量を寸分違わずに守ろうとするほど。自分のことを「手前（てまえ）」と呼ぶなど、武士のような物言いをする。また、佳織が帝国に捕らえられたときの心許せる相手でもあった。茶は渋めのものを好む。
その正体は、カオス・エターナルによって生み出された「リュトリアム・ガーディアン」。つまり、リュトリアム（オルファ）を護衛するための存在である。ラキオスへ転送される際テムオリンの妨害に遭い、『冥加』を『拘束』に変えられた上、そのまま神聖サーギオス帝国に転送されてしまい、本来の役目を忘れてしまっていた。造られたときに他のスピリットのようにオルファの遺伝子ではなく、龍と同じ遺伝子が使われているため、他のスピリットより能力値が高く、作中で唯一『再生』を母体としないスピリットである。そのため彼女も比較的エターナルに近い存在である。
永遠神剣：第六位『拘束』
『冥加』を抑え込むために植えつけられたダミーの神剣。そのため、ウルカは神剣の声を聞くことができなかった。
永遠神剣：第六位『冥加』
ウルカの本来の神剣。刀型。ウルカはその声を聞くことができる。
永遠神剣：第三位『深遠』
エターナル「深遠の翼ウルカ」の上位神剣。刀型。「偉大なる十三本」の一つで、「闇」を司る。元より、ウルカが持つべき神剣だったらしい。
地位『刹那』の眷属である地位系統の上位神剣とされる。

レスティーナ・ダイ・ラキオス
声：三本木彩響
ラキオス王国の王女。父王と違い聡明寛大、かつ公平であり民衆の期待の目は既に彼女に向いている。
その政治的才能は神聖サーギオス帝国からも危険視され、クェドギンをして「（父王の）后の不貞を疑う」と言わしめるほどである。父王が帝国に暗殺されたのを期にラキオス女王となり、恒久平和を実現するためエーテル技術の封印と大陸の統一に乗り出す。また、王女の頃は立場上表立って見せることはなかったものの、スピリットやエトランジェたちに友好的で、悠人を無理やり戦わせていることを申し訳なく思っており、自ら監視役となることで佳織の安全を確保し、エスペリアを通じて悠人の様子を気にするなど気遣いを見せていた。
大陸統一後は新国家をガロ・リキュア（「無からの始まり」「ふりだしに戻る」の意）と命名し、自身はその初代女王となり、レスティーナ・ダイ・ガロスと改姓する。時折、お忍びで城を抜け出している様子。
貧乳であることを密かに気にしている。
倉橋 時深（くらはし ときみ）
声：鳩野比奈 (PC) 、及川ひとみ (PS2)
カオス・エターナルに属する上位神剣の使い手。元は平安時代の日本で妖怪退治をしていた倉橋一族の戦巫女であったが、未来を視る力により自分の死期を知ってしまう。しかしその運命の瞬間、現れた神剣と契約してエターナルとなる。悠人の存在やその運命も未来を視る力で知っていて、悠人が生まれた時からずっと見守り続けていた。悠人がファンタズマゴリアに召喚された後もしばらく現代世界にいたが、悠人が『求め』を失い危機に陥った際に助けに現れる。以降ロウ・エターナルからファンタズマゴリアを守るためラキオス王国の協力者となり、悠人をエターナルにするため、誘いの巫女として契りを交わす。
一見落ち着いて見えるが、エターナルとしての威厳を保つべくそう装っているだけで、実は案外子供っぽく、能天気で無精者。外見的には悠人と同年代の少女だが、年齢のことはタブーである。テムオリンとは千年近くに渡って因縁があるが、二周期は年上のテムオリンには口では勝てない様子。その分、何度もテムオリンの妨害に成功している。
永遠神剣：第三位『時詠』
エターナル「時詠のトキミ」の上位神剣。短剣型。時間制御能力を持つ。通常、トキミはこの神剣のみ使用する。
以下、トキミが持つ神剣は全て地位『刹那』の眷属である地位系統の上位神剣である。
永遠神剣：第三位『時果』
エターナル「時詠のトキミ」の上位神剣。直剣型。非常に美しい剣。
永遠神剣：第二位『時逆』
エターナル「時詠のトキミ」の上位神剣。逆刃大太刀型。トキミがカオス・エターナル陣営とは別に所属する組織「出雲」で管理されている。
かつてナルカナによって与えられた神剣であり、トキミがこれを持ち出すのは余程の緊急事態に際してのみ。

岬 今日子（みさき きょうこ）
声：山本直子 (PC) 、白倉麻 (PS2)
悠人の幼馴染。非常にサバサバした性格で男女共に人気がある。やや加減を知らない面があり、特に悠人や光陰には容赦がないところが難点。悠人に巻き込まれファンタズマゴリアへ召喚された際、マロリガン共和国に捕らえられ、無理やり神剣『空虚』を持たされてしまう。この時、神剣の力で人を殺めてしまったショックにより『空虚』に完全に支配され自我を失ってしまう。その後、対ラキオスの切り札として悠人と対峙することになる。『空虚』に支配されたことからもわかるように、一見勝気なように見えて罪の意識に苛まれる繊細な面も持つ。
2周目以降条件次第では救い出し仲間にすることができるが、そうでない場合はマナの霧と消えてしまう。仲間になった場合、神剣の力をハリセンに上乗せしたより激しいツッコミを披露するが、普通に殺人レベルで、実際に悠人は一度死にかけた（居合わせたアセリアがアイスバニッシャーで止めようとしたが、エトランジェには効かないので阻止できなかった）。
光陰と交際しているが、告白はしておらず気がついたらそうなっていたといった関係で、実際は悠人に幼い頃から想いを寄せているため、自分でも二股のようだと、誰にも相談できず思い悩んでいた。彼女が作る料理は見た目は悪いが味は良い。
永遠神剣：第五位『空虚』
四神剣の一つでレイピア型。『因果』と共闘作戦を取っている。一時は今日子を完全に支配していたが、悠人により『空虚』の精神のみを断ち切られてからは、今日子の神剣として力のみが残る。
永遠神剣：第三位『依存』
エターナル「紫電のキョウコ」の上位神剣。器が破壊されたために実体はなく、紫色の光によって構成される不定形な神剣。声と性格がどことなく光陰と似ている。筋金入りの面倒臭がりで、呼ばれれば応じるが、戦闘が終わると即座に眠ってしまう。
キョウコの神剣になるにあたり抜け殻となった『空虚』を新たな器とし、腕輪の形状になる。

碧 光陰（みどり こういん）
声：間寺司 (PC) 、堀川りょう (PS2)
悠人の幼馴染で今日子の交際相手。秀才タイプで成績は良く寺の息子なのに武術にも長けている。その鍛えられた心身の賜物か『因果』からの干渉を全く受けていない。しかし、傍目には非常に軽い性格をしている。悠人に巻き込まれファンタズマゴリアへ召喚された際には神剣に支配された今日子を救うべく自ら神剣『因果』を取り、マロリガン共和国の切り札として悠人と対峙することになる。今日子と同じ条件で仲間になるがそうでない場合は戦死する。
また、ロリコン趣味があり、佳織やスピリット隊の年少組に対して色目を使っている（無論、そのたびに今日子の過激なツッコミが入る）。しかし、実際は彼女の想いが悠人に向いていると知りつつも今日子のことを真剣に想っており、今日子一筋。なお、悠人がエターナルとなった際には彼がスピリット隊の隊長ということになっている。マロリガン共和国の大統領クェドギンとは似た者同士通じ合うものがあったようで、唯一彼の口から真意を聞き出している。
永遠神剣：第五位『因果』
四神剣の一つで双刀型。四神剣の中でも最も温和な性格で光陰の精神力もあって無理やり支配しようとはしない。それでも他の四神剣と対峙したときには激しく闘争心が沸き起こるらしい。

秋月 瞬（あきづき しゅん）
声：釼持成行 (PC) 、成田剣 (PS2)
裕福な家庭の息子で容姿端麗、頭脳明晰。「僕だけが佳織を幸せに出来る」と豪語する。幼い頃は病弱で世話をする人間も瞬を通して親の顔色をうかがう者ばかりだった。誰も自分を見てくれない孤独の中、唯一優しさを向けてくれた佳織に興味を持つが、このとき瞬は彼女を誰にも奪われないための手段として自らが奪う者になること以外に知らなかった。悠人のことは佳織を不幸にする元凶と激しく憎み、顔をあわせれば神剣の影響もあってお互いに激しく憎しみの感情をぶつけ合う。瞬もまたファンタズマゴリアに召喚され神聖サーギオス帝国のエトランジェとなる。
神聖サーギオス帝国は神剣が裏から支配している国であり、瞬はエトランジェになることで絶対的な力と権力を手に入れるが、瞬自身も神剣に支配されていき、力を手に入れた目的も佳織の事も忘れていく。その心には『世界』も驚くほどの歪みを持っていた。
永遠神剣：第五位『誓い』
四神剣の一つで片刃剣型。最終的に『求め』を砕いたことで永遠神剣第二位『世界』に変化する。

### サブ・スピリット
ネリー・ブルースピリット
声：本条真琴
年少組。同じ日に転送され姿が似ているシアーとは姉妹として扱われ、活発な性格をしているため、姉ということになっている。「くーるな女」を目指しているが何が「くーる」なのかは誰にもわからない。
永遠神剣：第八位『静寂』

シアー・ブルースピリット
声：文月かな
年少組。同じ日に転送され姿が似ているネリーとは姉妹として扱われ、おとなしく気弱な性格のため、妹ということになっている。お菓子が好きでいつも持ち歩いていることが戦闘中の台詞から窺える。ちゃっかり者な一面も持つ。
永遠神剣：第八位『孤独』

セリア・ブルースピリット
声：秋月まい (PC) 、谷井あすか (PS2)
年長組。訓練所時代の同期がアセリアで先輩に「リア」というスピリットがいたらしい。このいい加減なネーミングをした訓練所の責任者と無口で他人に興味を示さないアセリアのせいで、規律に厳しい性格になり、コミュニケーション能力に乏しくなってしまったらしい。
永遠神剣：第七位『熱病』

ナナルゥ・レッドスピリット
声：如月葵
年長組。強力な神剣魔法の使い手。精神を神剣に取り込まれつつあるため感情が極めて薄い。草笛が得意でよく一人で吹いている。
永遠神剣：第七位『消沈』

ヒミカ・レッドスピリット
声：鳩野比奈 (PC) 、及川ひとみ (PS2)
年長組。レッドスピリットとしては非常に珍しく接近戦を好み得意とする。ハリオンと仲が良く、前線に飛び出し無茶をしてケガをしたときにはハリオンが治してくれる。
永遠神剣：第六位『赤光』

ハリオン・グリーンスピリット
声：如月葵
年長組。回復魔法を得意とする。おっとり系で実際の年齢にかかわらずみんなにお姉さん的に接する。その性格ゆえに神剣からの精神支配を受け流すという特技を持つ。お菓子作りが得意でスピリットながら将来はお菓子屋さんになる夢を持っている。名前の似ているヘリオンとは同じ訓練所の出身。
永遠神剣：第六位『大樹』
ニムントール・グリーンスピリット
声：茶谷やすら
年少組。同じ訓練所にいたファーレーンを姉と慕う。愛称は「ニム」だが親しくない人間に呼ばれることを嫌う。面倒くさがりでツンデレではあるが根は素直な良い子。
永遠神剣：第八位『曙光』

ヘリオン・ブラックスピリット
声：山本直 (PC) 、白倉麻 (PS2)
年少組。育成不足のまま配備されたため、その小動物を思わせる雰囲気もあり、一見実力が無いように見えるが、その潜在能力は高く評価され、ウルカも一目置いている。悠人のことを慕っているが、悠人が鈍感な上に想いを伝えるタイミングに恵まれず、結局報われることは無かった。PS2版「この大地の果てで」発売前に公式サイトで実施された人気投票では1位になっている。
潜在能力の高さは実際に能力値に現れており、最初のうちは能力は低い（同時期に仲間になるスピリットよりも下）が、スーパーハードで最大レベルまで上げるとファーレーンよりも強くなる
永遠神剣：第九位『失望』

ファーレーン・ブラックスピリット
声：竜ヶ崎まや (PC) 、鐘田セイヤ (PS2)
年長組。高い実力を持つ仮面のブラックスピリット。しかし、最近伸び悩んでいることを気にしている。実は対人赤面症で仮面が無いと戦えなかったが、後にウルカからの指摘により克服する。おなじ訓練所だったニムントールを妹のように思い非常にかわいがっている。
永遠神剣：第六位『月光』

### エターナル
統べし聖剣シュン
声：釼持成行 (PC) 、成田剣 (PS2)
「永遠のアセリア」のラスボス。悠人の『求め』を砕いたことで、『誓い』が永遠神剣第二位『世界』に変化し、エターナルとなった瞬。しかし、神剣に精神を取り込まれたため、瞬としての意思は残されておらず、神剣と一体化したその姿も人間離れしたものとなっている。神剣の意思によりそのままロウ・エターナルとして活動を開始する。他のエターナルのように神剣を他の世界に分離していなかったため、『世界』を砕かれた際に消滅している。
永遠神剣：第二位『世界』
四神剣がお互いに力を奪い合い一つになった結果完成した、統べし聖剣シュンの上位神剣。その姿は剣型ではあるが統べし聖剣シュンと一体化している。

法皇テムオリン
声：秋月まい (PC) 、谷井あすか (PS2)
ファンタズマゴリアをマナに還すため、メダリオ、ントゥシトラ、ミトセマール、タキオスを引き連れて現れたロウ・エターナルに所属するエターナル。外見は幼い少女だが残虐かつ狡猾な性格で強い力も持つ。時深とは因縁があるようだが彼女の方が大人（時深によると2周期は年上）な分、口撃では時深に勝ち目はない様子。
永遠神剣：第二位『秩序』
法皇テムオリンの上位神剣。杖型。

黒き刃のタキオス
声：比留間狂ノ介 (PC) 、若本規夫 (PS2)
ロウ・エターナルに所属するエターナル。かつてはある世界での覇王であったが強さを求める故にテムオリンの誘いに応じエターナルとなる。テムオリンに絶対の忠誠を誓っている。ファンタズマゴリアではエターナルとなって力を手に入れたユウトとの戦いを楽しんでいた。作中では戦いを面白くするために戦闘前にユウト達を回復させたりと、正々堂々とした戦いを好む。
オフィシャル設定資料集では普段は気さくであり、面倒見もいいことから部下達には慕われているらしい。
永遠神剣：第三位『無我』
黒き刃のタキオスの上位神剣。巨大な片刃刀型。聖賢者ユウトの『聖賢』とは対の存在。

不浄のミトセマール
ロウ・エターナルに所属するエターナル。見た目通りに女王様な性格。かつてはある世界に生えていた植物で、その世界の生物総てから養分を吸い取り、その世界ごと枯れかけていた所をテムオリンに見つけられてエターナルとなる。元が植物であったため、目がない。
永遠神剣：第三位『不浄』
不浄のミトセマールの上位神剣。鞭型。
業火のントゥシトラ
ロウ・エターナルに所属するエターナル。非人間型で外見は巨大な目玉の化け物のようだが、非常に高い知性を持つ知的生命体である。神剣の意志を自分自身の意志と勘違いしている模様。
永遠神剣：第三位『炎帝』
業火のントゥシトラの上位神剣。ントゥシトラの体内に取り込まれている（資料では王冠型永遠神剣とされている）。

水月の双剣メダリオ
声：間寺司 (PC) 、堀川りょう (PS2)
ロウ・エターナルに所属するエターナル。一見、優男風であるが労りなどの感情が無く、ただただ相手を切り裂くのみである。
オフィシャル設定資料集では元は水生生物の王族であったが、王国民を皆殺しにしてエターナルになった人物であり、自身の真の姿を見た者は必ず殺してきたらしい。タキオスに敗北した過去があり、彼に復讐の機会を窺っているとされる。
永遠神剣：第三位『流転』
水月の双剣メダリオの上位神剣。神剣の本能に存在的に反する二刀一対の神剣。

悠久のユーフォリア
愛称はユーフィー。ユウトとアセリアのエターナルカップルの間に生まれた。生まれながらのエターナルで、その上成長までしている異例の存在。アセリアルートのエンディングに登場する。ユウトからトキミを「おばさん」と呼ぶように仕込まれていたが、その成果とその後の悲劇が『聖なるかな』の中で知ることができる（本編中にはそのシーンは見られない）。
永遠神剣：第三位『悠久』
ユーフィーが生まれたときから所有する上位神剣。
永遠神剣鞘「調律」の転生した姿。「調律」は永遠神剣の頂点に立つ3本の神剣の一本で、他の2本「永劫」「刹那」の能力封印の役割を担っている。

全ての運命を知る少年ローガス
カオス・エターナルのリーダー。ドラマCD『ETERNAL SKY』に登場。
家族三人で過ごすユウト達を訪ね、ユーフォリアに単独任務を依頼する。これが後の『聖なるかな』に繋がるのだが、頼み方に大いに問題があったため（第一声で「娘さんを僕にください」と言った）、ユウトを激怒させ、「コネクティドウィル」と「エタニティーリムーバー」での同時攻撃を決断させてしまう。
温厚で真面目な性格で、常に笑みを浮かべているが、それは「喜怒哀楽」のうち「怒」と「哀」が欠落しているためでもあり、人によっては不気味に感じることもある。
永遠神剣：第一位『運命』
全ての運命を知る少年ローガスの上位神剣。片手剣型。
ローガスはこれを使わず、いつも適当な得物を持って戦っている。そのため、ローガスがこれを抜いたところを見た者は誰もいない。

### その他
夏 小鳥（なつ ことり）
声：文月かな
佳織の親友。非常に活発な性格で、一度口を開くとなかなか止まらず、さすがの光陰ですら引き気味になる。悠人を慕っていてその思いをストレートに口にしているが、悠人自身が鈍感な上、彼女のマシンガントークの大半は聞き流されているため全く伝わっていない。今日子から佳織と2人でKKコンビと命名されている。
レムリア
声：三本木彩響
ラキオス城下町で迷子になってしまった悠人が出会った、長い髪をまとめたお団子が特徴の不思議な少女。ヨフアル（ワッフルに似たファンタズマゴリアのお菓子）が大好き。底抜けに明るい性格で、エトランジェに対する偏見がなく（むしろ国を護るために戦っていることに敬意を持っている）悠人に対しても普通に接してくれる。ラキオス城下町に関しては「庭のようなもの」というだけのことはあり詳しいが、一般常識にはやや乏しいところがある。

ルーグゥ・ダイ・ラキオス
ラキオス王国の国王。立派なひげを蓄え恰幅も良く、低くよく響く声は威厳を感じさせるものの、政治能力は凡庸で国民の信頼も薄い。エトランジェを得たことで大陸の覇権獲得に乗り出すなどその野望ばかりは強いが、強気に出た（自分に逆らえないはずの）悠人に怯んだり、自らの策の裏をかかれてうろたえるだけなど器の小ささも窺える。娘レスティーナとの関係は血の繋がった親子のものとは思えない状態だった。最期は神聖サーギオス帝国の放ったスピリットにより暗殺され后と共にその生涯を終える。
ヨーティア・リカリオン
声：本条真琴
大陸一のエーテル技術の研究者。自他共に認める天才で「賢者」とも称される。元は神聖サーギオス帝国で研究をしていたがある事件がきっかけで帝国を離れ隠居生活に、その後レスティーナの考えに賛同しラキオスに協力する。ただし、研究に関すること以外に対してはかなりずぼらで、見る人によってはただの奇人にしか見えない。「バカ」を嫌い「凡人」をこよなく愛する。スピリットに対する偏見を持たない（むしろ友好的）人間の一人。
オルファルートではエターナルの存在に気付くが、オルファごとそのことを忘れてしまう。
彼女が作り出したとある装置により、二周期近くの間エターナルの侵入を許すことはなかった。本人曰く「私のような天才にしかこの装置を扱うことは出来ない」といわしめるほどの高度で難解なものとなっている。
イオ・ホワイトスピリット
声：文月かな
ヨーティアの助手。生活能力がほぼ皆無なヨーティアの身の回りの世話もしているため、ヨーティアは彼女に頭が上がらない。また、ホワイトスピリットという極めて珍しい存在で強力な力を振るうことはできないものの、生活に密着した珍しい神剣魔法を使うことができる。これを利用し常に快適空間に身をおいているため急激な気温の変化に弱くサウナではすぐにダウンしてしまう。技術者、訓練師として共に高い能力を持ち、「この大地の果てで」では条件を満たすと共に戦ってくれる。
永遠神剣：第四位『理想』
イオ・ホワイトスピリットの永遠神剣。杖型。イオ本人にも気付かれないようにイオの能力にリミッターを課し、保護している。

クェドギン
声：山川敦也
国民の信任を受けたマロリガン共和国の若き大統領。マナ枯渇の危機から脱するために戦争により人口を減らす必要性を唱え、レスティーナからの対帝国同盟の案を退け開戦に踏み切る。実は裏で戦争を操る存在（ロウ・エターナル）に誰よりも早く気づいており、「人は自らの意思によって生きるべき」という持論の元、強制された運命への抵抗を試みる。最終手段として自らの手で大陸全土の破壊を目論むも悠人達に阻止される。
かつては神聖サーギオス帝国で研究者をしていて、同僚のヨーティアとも浅からぬ関係にあった。ヨーティア曰く「非凡なる凡才」。それ故に越えられぬ「天才」の壁に苦悩していた。
死亡したと思われていたが、実は別の場所に転送されただけであった。そのため、『スピたん』にも登場する。
ソーマ・ル・ソーマ
神聖サーギオス帝国のスピリット部隊を率いる人間。彼自身には特別な力はないものの「ソーマズフェアリー」と呼ばれる直属のスピリット部隊を育成・運用する手腕がある。
「妖精趣味」の持ち主で、スピリット達を性的に調教（「この大地の果てで」ではマインドコントロール）した上で意のままに操っていた。実はエトランジェの血が流れる混血であり、妖精趣味もそれに由来するもの。
かつてはラキオスでスピリット隊の隊長を務めていたが、エスペリアを除く部隊ごと国を抜け出し、その際ラスクを殺害している。
若い頃は自ら剣を持って前線に立ち、スピリット達を率いていた剣の達人だったらしいが、本編中ではその技量を示すことはついに無かった。
秋月瞬の事はお互いに嫌い合っていたようで、本編中でもサーギオス帝城の謁見の間まで険悪な関係が見て取れる。また、神聖サーギオス帝国の真相には薄々感付いていた模様で、抜け目のない人物でもある。
ラスク・ロード
ラキオス旧スピリット隊にてかつて存在した役職「戦術指南役」を勤めていた青年でエスペリアの初恋の相手。スピリットに対して偏見がなく、当時スピリット隊最年少のエスペリアにもさまざまな教育を施す。スピリットに対して調教を行っていたソーマを討とうとするも既にソーマの傀儡となっていた隊のスピリットたちに殺害され、遺体も跡形もなく燃やされてしまう。形見となる剣と手帳はそれぞれソーマとエスペリアの手に渡る。

## 用語

### キーワード
永遠神剣
自ら選んだ所有者に絶大な力を与え、その代償としてマナを集めることを求める武器。神剣と呼ばれているがその形状は剣に限らない。神剣には第十位から第一位までの階位が存在し、数字が小さくなるほど強大な力と、明確な意思を持つ。
第四位までの神剣は低位とされ、意思疎通こそ可能だが本能的な部分が強く、所有者に強制力を働かせて操ろうとする傾向がある。一方、第三位以上の神剣は高位とされ、神剣としての本能を抑え込むほどの理性を持ち、自らの意思を共に実現してくれるパートナーとして所有者を選ぶ。そのため所有者との親和性が高い傾向にあり、所有者の良き理解者となる。
スピリット
ファンタズマゴリアにおいて「剣の妖精」とも呼ばれる戦うためだけの存在。実はとある上位神剣から彼女らの使う神剣と共に生まれた。戦闘能力は極めて高いが、人間にとっては戦争の道具でしかなく、社会的地位は極めて低い。加えて、通常人間に危害を加えないように教育されているため、それが当たり前だと思われている。また、スピリットを性的対象として見る事は「妖精趣味」と呼ばれ最も忌み嫌われるものの一つである。
スピリットたちはそれぞれ属性を持ちその象徴となる色が髪や瞳などの外見に表れる、各色の特徴は下記の通りである。
- 青　威力の高いアタックスキルと相手のサポートスキルを封じるバニッシュスキルを持つ。
- 緑　防御と回復を得意とする。魔法への抵抗力が低め。
- 赤　威力の高い神剣魔法を得意とする。反面、直接攻撃や防御には向かない。
- 黒　素早さを生かして相手の防御を上回る攻撃や受けたダメージの一部を返すことができる。また、サポートスキルがバニッシュされない。
- 白　作中その存在はほとんど知られていないため詳細は不明。

加えてスピリットたちは例外なく顔立ちが整っているため、一目でそれだと分かる。
レスティーナの統治するラキオスで徐々に社会的地位は向上し、戦いの後には「ラスフォルト（気高き者の意）」という苗字を与えられる。
エトランジェ
異世界からファンタズマゴリアへ召喚された者たちの事。『求め』『誓い』『因果』『空虚』のいずれかの神剣に選ばれた者。「オーラフォトン」を操りその力はスピリットをも凌駕すると言われている。彼らのサポートスキルも一部を除きバニッシュされない。スピリット同様、人間としては扱われず、畏怖と侮蔑の目で見られる。また、王族に敵意を向けると苦痛を伴う抑制力がかかるため逆らうことができない。レスティーナの統治するラキオスでは協力者として対等の立場で迎えられることになる。
ハイロゥ
神剣を持ったスピリットの頭上に現れる光輪。その後各属性色ごとに姿を変える。神剣に精神を取り込まれたスピリットのハイロウは黒くなっていくが、戦闘能力が高くなることから良いスピリットとされている。青、黒のスピリットは飛行能力を持つ「ウィングハイロゥ」、緑スピリットはリング状の「シールドハイロゥ」、赤スピリットは浮遊する二つの球体「スフィアハイロゥ」を主に使うが、訓練次第で別のハイロゥを習得することも可能である。
マナ
命の根源で空間中に存在するエネルギー。戦争などでマナを多く消費すれば出生率や収穫高にも大きく影響する。かつては無限と思われていたが、そうでないことが分かって以来その争奪が争いの火種となっている。
エーテル
マナを人間が利用できるように変換したもの。これを利用した技術によって人々は本来の文明レベルより遥かに高い生活水準を得ている。エーテルを消費するとマナに戻ることから、かつては無尽蔵に生産できるものと思われていたが、マナに戻る際に僅かに減少することがラクロックという学者によって既に明らかにされている（これを「ラクロック限界」と呼ぶ）。
エターナル
第三位以上の永遠神剣を持つ者達の総称。永遠者とも呼ばれる。別世界へ移動することができるようになるほか、人間としての寿命がなくなり（エターナルとなった時点から成長や老いが止まる）、永遠神剣を手放したまま死なない（戦闘で殺されない）限りは、無限に生き続けることができる（過去、エターナルとなって以後に死亡した者は数えるほどしかいない）。正確には、出身世界の時間の流れから外れた存在になるということらしい。エターナルとなった者は、生きる限り永劫の時の中で戦い続ける宿命を負うことになる。
エターナルの中でも『ロウ・エターナル（秩序の永遠者）』と『カオス・エターナル（混沌の永遠者）』といった組織があり、互いに敵対関係にある。これらに属さないエターナルもいる模様。

### 地理
ファンタズマゴリア
悠人たちが飛ばされた異世界の名前。元々名前は存在しなかったが佳織が愛読する小説から命名した。マナをエネルギー資源として運用する文明を有する。しかし、「ラクロック限界」によりエーテルからマナに再変換する際に、総量が減少する事が判明。最大勢力の「神聖サーギオス帝国」が早々にマナ確保の軍事侵攻に転じたため、マナ資源を求めた紛争が日常茶飯事と化している。この世界での戦争は、人間ではなくスピリットたちによって行われており、人間に被害者が出る事は少ない。
ハイ・ペリア
悠人たちが元々いた世界のこと。現代世界とも。本来は現代世界で言うところの天国に相当する意味だが、ファンタズマゴリアに対応する言葉としてあてられている。なお、地獄に相当する言葉はバルガ・ロアー。
ラオキス王国
悠人たちが所属する王国。首都はラキオス。かつて大陸の半分を支配した聖ヨト王国の末裔の一つ。北方五国の内では最も北側の地を領土とし西にサルドバルド王国、南西にイースペリア王国、南東にバーンライト王国と国境を接する。現在はイースペリア王国、サルドバルド王国と共に『龍の魂同盟』を結んでいる同盟国であるが、帝国の勢力圏に属するバーンライト王国とは激しく対立している。古豪復活の野望を持つラオキス王が実権を握っていたが、彼が死んでからはレスティーナが女王となり大陸統一の目的も大きく変わる。
当初は国家規模は小国で、マロリガン共和国といった反帝国系の非同盟国からは敵視は受けていなった模様。
小説版では人口は1万人。林業が盛んであるとされる。
イースペリア王国
ラキオス、サルドバルドとは『龍の魂同盟』を結んでいる同盟国の王国。首都はイースペリア。ラキオスとは同盟関係にあるが、東にダーツィ大公国、南にデオドガン商業組合、西にソーン・リーム中立自治区といった多くの非同盟国と隣接しており、軍事力に余裕がなく相互援助がほぼ不可能な状況となっている。実質的には不可侵条約に近い。北方五国では南西に位置している。
サルドバルドが『龍の魂同盟』を裏切ると真っ先に責められてしまい、劣勢に陥る。更にラキオス王の陰謀によりエーテル変換施設を暴走させられてしまい、イースペリア王国首都「イースペリア」が壊滅。そのまま、事実上滅亡し、ラキオスの保護下に入る。
小説版では人口は2万4千人。『龍の魂同盟』の友好国にマナの加工製品の輸出を行っている他、肥沃な大地が多いため、豊かな国家であるとされる。儀式に選ばれた女性が女王になるという非世襲の特殊な王国で現女王アズマリアは信託により10年前に即位。レスティーナとも親しく、彼女がラキオス王に即位した暁には両国の関係はより強固になると見られていた。
サルドバルド王国
ラキオス、イースペリアとは『龍の魂同盟』を結んでいる同盟国の王国。北方五国の最西端に位置し、東にラキオス王国、南にイースペリア王国と国境を接し、西側の山脈を越えた場所にはソーン・リーム中立自治区と接する。首都はサルドバルド。軍事力的にはラキオスに劣っている。後に神聖サーギオス帝国の軍事支援を受けて、同盟国を裏切る。帝国からの大規模な軍事支援でラキオス軍を上回る規模の戦力を手にしていたが、イースペリア壊滅後のラキオスとの戦闘に敗れて、滅亡。サルドバルド王は処刑された。
小説版では貧困国という設定で、国民の数がラキオスの四倍以上の4万人でありながら食糧事情が皆無なため、国民の大半が貧困に喘いでいる。スピリット隊もラキオスと比較して非常に脆弱な質となっており、同国の上層部では妖精趣味が珍しくない。元々はラキオスの領土であったが、貧困地域を切り離したい当時のラキオスにサルドバルドの貴族が唆されて、独立した経緯がある。そのため、帝国よりも着実と国土を伸ばすラキオスを恐れていたが、国王がウルカが率いる帝国の『皇帝妖精騎士団』に暗殺され、替え玉が帝国の傀儡として裏切りを行った。
龍の魂同盟
ラキオス王国、イースペリア王国、サルドバルド王国の3王国による同盟。反帝国の立ち位置を取っており、帝国の属国となるバーンライト王国やダーツィ大公国とは小競り合いが絶えない。
サルドバルドは帝国の勢力圏から遠く、軍事力が脆弱であるため、同盟の対外戦力には成り得ず。イースペリアも非同盟国に囲まれている関係で戦力には余裕が無いため、ラキオスとは事実上の不可侵条約に近い間柄となっている。
ラキオス王国がバーンライト王国を下して戦力を拡大し、ダーツィ大公国との戦闘に陥るとサルドバルド王国は帝国の支援を受けて、同盟国を裏切りイースペリア王国に侵攻。その救援作戦でラキオスの手によって引き起こされたエーテル変換施設の暴走によりイースペリアが崩壊すると同盟としては消滅した。
神聖サーギオス帝国
大陸最強の軍事国家で、大陸の南方一帯を領土に持つ超大国。北方にダーツィ大公国、西に砂漠を通じてデオドガン商業組合やマロリガン共和国と国境を接する。首都は帝都サーギオス。早々にマナ搾取のため他国を侵略する方針を打ち出し、これに追従する形で戦乱が始まる。ラキオスが属する『龍の魂同盟』とは敵対関係にある。エトランジェとして秋月瞬が召喚された国で、最精鋭部隊『皇帝妖精騎士団』や連携攻撃に定評のある『ソーマズ・フェアリー』など他国を圧倒する強力なスピリット隊を所有しており、国内の一般部隊も『サーギオス兵』と高位の『サーギオス上級兵』と能力で区別が行われている。更に帝国領内には法皇の壁や秩序の壁といった城壁が張り巡らされている。
軍人とスピリットが異常に活発な国であり、帝国民は自らが与えられる物しか興味がなく、無気力な性質となっている。レスティーナのエーテル文明放棄に関しても反対の姿勢を貫いている。
実際は皇帝は存在せずに永遠神剣「誓い」によって動かされていた国家であった。伝承では聖ヨト王国が分裂した際に第一王子によって建国されたと言われている。
小説版では人口14万人で、他国を隔絶する人口を持ち、国内のみでマナ供給や資源採掘、マナ加工製品の開発などは全て賄えている。ただし、属国のバーンライト王国とダーツィ大公国から鉱物資源の輸入のみ行っている。
バーンライト王国
ラキオス王国に隣接する小国で、帝国の属国。北方五国では東側に位置し、北西方にラキオス王国、南方にダーツィ大公国と接する。首都はサモドア。ラキオスのエーテル変換施設を狙った軍事行動を引き起こすなど小競り合いが絶えない。神聖サーギオス帝国から派遣されたと噂される極力なスピリット部隊を有しており、小国ながら軍事力は不釣り合いな程に高い。ラキオスとの戦闘に関しては同じ親帝国の立場であるダーツィ大公国に唆されていた側面があった模様。最終的にはラキオスとの戦争に敗北し、滅亡する。
小説版では人口は9千人。鉱業が盛んで、帝国に資源を輸出し、代わりに帝国のマナ加工製品を輸入しているとされる。国王は暗愚な人物で王妃が事実上支配者という状況だったとされる。
ダーツィ大公国
帝国の属国。北方五国では南東に位置し、北方にバーンライト王国、西側にイースペリア王国、南方に神聖サーギオス帝国と国境を接する。首都はキロノキロ。かつてはスピリットを最初に保有し、堂々と帝国と隣接しながらも独立を維持していた大国だった。しかし、イースペリア王国との軍事的緊張と軍拡により端を発したジージスの呪い飢饉の影響で、現在は国土の大半が砂漠に飲み込まれてしまい国力が急落、そのまま帝国の勢力圏に組み込まれた。それでも北方五国の中ではそれなりの軍事力を有していたため、マロリガン共和国議会でも危険視されている等の影響力を保持していた。バーンライト王国滅亡後に更なる南進を行ったラキオスと戦争になり、そのまま敗北して滅亡し、ダーツィ大公はラキオス軍に拘束される。明確な軍事支援を受けていたバーンライト王国とは違い、後ろ盾であった帝国からは援助・支援の動きは無く、事実上見捨てられた形となった。
小説版では人口は2万人以上。現ダーツィ大公は無能な人物ではないのだが、自国の凋落に伴い、無気力になっているという。
マロリガン共和国
砂漠に囲まれた国で、大陸の中西部に位置する第二位の大国。首都はマロリガン。国土北方はソーン・リーム中立自治区とイースペリア王国と繋がり、南東の砂漠とはデオドガン商業組合とその先にある神聖サーギオス帝国と国境を接している。元々は聖ヨト王国の第三・第四皇王子により建国された国家だが、現在は王家の血は絶えて久しく大陸では珍しい国民選挙を実施した民主制による共和政体を取っている。
大陸では帝国に唯一対抗できる規模と軍事力を有している強大な国で、大陸でも表立って反帝国を掲げている。第一から第八部隊までの大規模なスピリット部隊を有していたが、2人のエトランジェとその直属で強力なスピリット部隊『稲妻』の創設や、砂漠で天然のマナが消失することを利用した『マナ障壁』の技術を得た事により軍事力が大幅に強化されている。
共和国政府はあくまで国民の生活を豊かにする事で支持を集め、政権を維持する事を考えているため、エーテルも国民の私生活に大部分が使い込まれており、軍需用に使用されているエーテルの量は決して多くはない。ラキオスとの戦争では『マナ障壁』が帝国にも危険視し宣戦され、事実上の二正面作戦に陥ると共和国政府はラキオスと帝国のいずれかと和平を結ぼうと画策する。ただし、大統領のみは共和国政府とは違う独自の目的を持つ。
小説版では人口は5万人で、共和国政府の評議会は6名の評議員の決議で国家方針が定められる。ラキオスに防衛線を突破され、多数の主要都市が陥落した際には他の評議員が大統領の罷免と総選挙を実施しようとしたため、『稲妻部隊』に襲撃され、共和国政府が壊滅状態に陥る。降伏時には未参加で命拾いした一名の議員によって降伏の受諾が行われた。
デオドガン商業組合
ダスカトロン砂漠のオアシスに存在する商人達を中心に構成されている国家。神聖サーギオス帝国、マロリガン共和国と国境を接しているが、少数ながら強力なスピリット達と砂漠を利用した持久戦術による防衛手段で大国からの侵攻を防いでいた。しかし、二人のエトランジェと特殊部隊『稲妻』を中心としたマロリガン共和国に攻め落とされ、膠着状態による持久戦を行う間もなく、防衛線を突破されてしまう。それでも余力を残していたが、勝ち目無しと早々に判断し、全面降伏。マロリガンに合併される。
小説版では人口は1万。こちらでは徹底抗戦を行った結果、マロリガンに敗れている。
ソーン・リーム中立自治区
マロリガン北部に続いている自治区。神聖な場所とされており、帝国にも侵攻されていない。物語の最終決戦場となる。
小説版では宗教国家だったが、本編同様に最終決戦の舞台になる前に、ロウ・エターナルにより滅ぼされている。

## シリーズ

### 永遠のアセリア -The Spirit of Eternity Sword-
『永遠のアセリア -The Spirit of Eternity Sword-』は、2003年11月28日にザウス（本醸造）から発売された18禁異世界召喚シミュレーションゲーム。
公式ではシミュレーションとなっているが、どちらかと言うとSRPGに近い。
エンディングにはいくつかのルートがあり、ある条件を満たすとそのルートになるが、全てのルートをこなすには最低でも6周する必要がある。
マナ確保のために味方サブスピリットを処刑できることや、ヒロインを片端から陵辱するイビルルートの存在などダークな要素が含まれている。
スタッフ
- シナリオ：高瀬奈緒文
- キャラクターデザイン：人丸

主題歌
- 「永遠のアセリア」
  - 作詞 - 吉田ユースケ / 作曲 - matur suksema / 歌 - 川村ゆみ

エンディングテーマ
- 「この大地の果てで」
  - 作詞 - はるか、吉田ユースケ / 作曲 - matur suksema / 歌 - TA-

### 永遠のアセリア EXPANSION -The Spirit of Eternity Sword-
『永遠のアセリア EXPANSION -The Spirit of Eternity Sword-』は、2004年8月13日にコミックマーケット66内でザウス（本醸造）からイベント限定で発売された18禁異世界召喚シミュレーションゲーム。2005年10月21日には一般販売版が発売された。
『永遠のアセリア -The Spirit of Eternity Sword-』では攻略できなかった、サブヒロインの今日子と時深のみをピックアップしたファンディスク。
新たなマップや今日子と時深の新技、新エフェクトなどが追加されている。また、サブスピリットのデザインも一新され、専用のグラフィックが用意された。
なお、『永遠のアセリア -The Spirit of Eternity Sword-』がなくてもプレイできる。
スタッフ
- シナリオ：座敷猫
- 音楽：畑亜貴
- キャラクターデザイン：あらきまき、人丸

主題歌
- 「永遠のアセリア」
  - 作詞 - 吉田ユースケ / 作曲 - matur suksema / 歌 - 川村ゆみ

挿入歌
- 「hallelujah」
  - 作詞 - 吉田ユースケ / 作曲 - matur suksema / 歌 - 水上美恵子

エンディングテーマ
- 「この大地の果てで」
  - 作詞 - はるか、吉田ユースケ / 作曲 - matur suksema / 歌 - TA-

### 永遠のアセリア -この大地の果てで-
『永遠のアセリア -この大地の果てで-』は、ザウスが開発し、2005年5月12日に日本一ソフトウェアから発売されたPlayStation 2専用ソフト。
基本的には『永遠のアセリア -The Spirit of Eternity Sword-』の移植だが、18禁となる要素が全て削除され、システムの見直しや、『EXPANSION』からのものも含め新要素の追加などが行われている。初回限定版にはオリジナルドラマCDと設定資料集が同梱された。
そのほか、一部キャラクターの声優が変わっている。詳細は永遠神剣シリーズの登場人物を参照。
なお、『聖なるかな -The Spirit of Eternity Sword 2-』のSPECIAL PACKAGEにはWindows版『永遠のアセリア -この大地の果てで-』が同梱されているが、これはPS2版の移植になるため18禁要素は含まれていない。
2012年3月8日には、サイバーフロントからPlayStation Portable版が発売された。基本的にはPS2版の移植だが、画面比率の最適化・ゲームバランスの調整・カットインCGの追加など、細かな改良が施されている。
スタッフ
- シナリオ：高瀬奈緒文
- キャラクターデザイン：人丸

主題歌
- 「hallelujah」
  - 作詞 - 吉田ユースケ / 作曲 - matur suksema / 歌 - 水上美恵子

挿入歌
- 「永遠のアセリア」
  - 作詞 - 吉田ユースケ / 作曲 - matur suksema / 歌 - 川村ゆみ

エンディングテーマ
- 「この大地の果てで」
  - 作詞 - はるか、吉田ユースケ / 作曲 - matur suksema / 歌 - TA-

PlayStation Portable版 主題歌
- 「Limit of Heaven」
  - 作詞 - 吉田ユースケ / 作曲 - matur suksema / 歌 - 川村ゆみ

### 永遠のアセリア Special Edition -The Spirit of Eternity Sword-
『永遠のアセリア Special Edition -The Spirit of Eternity Sword-』は、2010年5月28日にザウスから発売された18禁異世界召喚シミュレーションゲーム。
『永遠のアセリア -The Spirit of Eternity Sword-』『永遠のアセリア EXPANSION -The Spirit of Eternity Sword-』『永遠のアセリア -この大地の果てで- 』の3本のソフトを一本のソフトに再編集したもので、グラフィックは『永遠のアセリア EXPANSION -The Spirit of Eternity Sword-』のものがベースとなっている。
スタッフ
- シナリオ：座敷猫
- 音楽：畑亜貴
- キャラクターデザイン：あらきまき、人丸

主題歌
- 「永遠のアセリア」
  - 作詞 - 吉田ユースケ / 作曲 - matur suksema / 歌 - 川村ゆみ

挿入歌
- 「hallelujah」
  - 作詞 - 吉田ユースケ / 作曲 - matur suksema / 歌 - 水上美恵子

エンディングテーマ
- 「この大地の果てで」
  - 作詞 - はるか、吉田ユースケ / 作曲 - matur suksema / 歌 - TA-

### スピたん
『永遠のアセリア』の後日談を描いた番外編。『永遠のアセリア』の主人公だった高嶺悠人たちは登場しない。
『スピたん』シリーズには『スピたん Spirits Expedition -in the Phantasmagoria-』と『スピたん SPECIAL BOX』の2つがある。
予約特典として『永遠のアセリア ダイジェスト版』が付属された。

## OVA
ジャパンホームビデオより、第1巻は『永遠のアセリア 「求め」の声』のタイトルで2005年6月24日に発売。第2巻は『永遠のアセリア 動き出した宿命』のタイトルで2006年3月24日に発売された。しかし、第3巻以降は発売されておらず、未完のままとなっている。
原作と設定が異なっており、一部のストーリーが省かれている。
声の出演
- 高嶺悠人：櫻井孝宏
- アセリア：浅野るり
- エスペリア：カンザキカナリ
- オルファリル：大野まりな
- 高嶺佳織：藤咲かおり
- 碧光陰：堀川りょう
- 岬今日子：川上とも子
- 秋月瞬：成田剣
- レスティーナ：山本麻里安
- 永遠神剣『求め』：西村知道
- ラキオス王：室園丈裕

スタッフ
- 原作：ザウス
- 監督：はしもとなおと
- 脚本：藤谷あきら
- 演出：石川久一、奥村よしあき
- キャラクターデザイン：七色神
- 作画監督：武内啓、長坂寛治
- アニメーションディレクター：相馬満
- 美術監督：柴崎一人
- 美術監督補佐：土師勝弘
- 色彩設計：児玉尚子
- 撮影監督：高橋健太郎
- 音響監督：田中英行
- 録音調整：神保直史
- 音響効果：佐藤一俊
- 音響制作担当：榎本崇宏
- 音響制作：ドリームフォース
- プロデューサー：瀬谷愼
- 制作プロデューサー：寺沢久紀
- 制作：アプリリア
- アニメーション制作：スタジオマトリックス
- 製作：ジャパンホームビデオ

主題歌
- オープニング・エンディングテーマ「永遠のアセリア」
  - 作詞 - 吉田ユースケ / 作曲 - matur sukesema / 歌 - 川村ゆみ

## CD
永遠のアセリア パーフェクトアレンジアルバム
2003年6月25日発売。ボーカル曲「永遠のアセリア」や、ゲームで流れた楽曲が収録されている。

## 関連書籍
- 永遠のアセリア スピリットガイド（デジクロニクル〈メディアックスムック〉）ISBN 4-89613-993-3
- 永遠のアセリア -この大地の果てで- ザ・コンプリートガイド（メディアワークス）ISBN 4-8402-3106-0
- 小説『永遠のアセリア』（上・中・下巻）
  - 原作：ザウス、著者：三田村半月、原画：丸太。
  - 18禁小説として、全3巻が発売されている。アセリアやエスペリアからレスティーナまで、すべてのヒロインとのエロシーンが描かれているのが特徴。ゲームの内容が最初から最後まで詰め込まれている。

## 舞台劇
舞台劇 永遠のアセリア 第一幕
主催：ザウス、協力：劇団21世紀FOX。2004年8月14日開催。
舞台劇 永遠のアセリア 第二幕
主催：ザウス、協力：劇団21世紀FOX。2005年4月1日〜4月3日開催。
第一幕・第二幕ともDVD化されている。また、上演に際して販売されたパンフレットではゲーム本編では語られていないロウ・エターナル及びカオス・エターナルの陣営とその神剣などの設定が記載されている。こちらもDVDとセットで購入が可能となっている。